# Dionis Bubani
Dionis Bubani (n. 18 septembrie 1926, București, România – d. 10 februarie 2006, Tirana, Albania) a fost un scriitor, dramaturg, umorist și traducător albanez. Este unul dintre primii dramaturgi profesioniști care au apărut după cel de-al Doilea Război Mondial în Albania.

## Biografie
Dionis Bubani s-a născut pe 18 septembrie 1927 în București (România), pe fosta stradă „Turcească” (redenumită mai târziu „Munții Tatra”). A absolvit școala elementară și liceul la București. Dionis era fiul lui Gjergj Bubani, editor, publicist și traducător albanez care a trăit și a lucrat mult timp în România. Familia Bubani s-a întors în Albania în 1936, unde tatăl lui Dionis, Gjergj, a devenit redactor-șef al ziarului Drita („Lumina”) și mai târziu director al postului Radio Tirana.
După cel de-al Doilea Război Mondial, Gjergj Bubani a fost arestat și întemnițat de Tribunalul Special pentru Criminali de Război și Dușmani ai Poporului condus de Koçi Xoxe. Dionis a trecut printr-o perioadă dificilă, fiind nevoit să aibă grijă de familie. A avut meserii umile: reparator de biciclete, vânzător ambulant de țigări, magazioner sau dactilograf la Ministerul albanez al Afacerilor Externe. În această perioadă a început să scrie. După moartea lui Xoxe, unele dintre victimele Tribunalului Special au fost parțial reabilitate. Dionis a început să colaboreze la ziarele și revistele Letrari i ri („Noua literatură”) și Rinia („Tineretul”), iar în 1946 a început să publice în revista Hosteni, care era cea mai cunoscută revistă satirică albaneză. El a devenit acolo redactor-șef. A colaborat, de asemenea, la „Estrada e Tiranës” („Teatrul de comedie din Tirana).
Dionis Bubani a studiat filologia la Universitatea din Tirana. A avut o lungă carieră creativă, scriind satiră, umor, literatură pentru copii, comedii și efectuând traduceri. A primit mai multe premii în semn de apreciere a operei sale. Una dintre lucrările sale prezintă mai multe personalități ale Renașterii naționale albaneze, dar și alte personalități literare pe care a avut șansa să le cunoască personal, printre care Çajupi, Asdreni, Mitrush Kuteli, Lasgush Poradeci, Skender Luarasi, Ismail Kadare etc. În 2005 și-a publicat autobiografia.
A murit la Tirana în 10 februarie 2006.

## Cărți
- Aventurat e Çapaçulit (Aventurile lui Çapaçuli), serie de cărți
- Dardha e ka bishtin prapa (Para are codița în spate)
- Yjet nuk shihen kurre (Stelele nu se văd niciodată)
- Çështje personale (Chestii personale)
- Pazar i mbare (Afaceri bune)
- Ujku te dentisti (Lupul la dentist)
- Plumba dhe cianur (Glonț și cianură)
- Një aventure në Tiranë (O aventură la Tirana)
- Papagalli në dogane (Papagalul la vamă)
- Vejusha gazmore (Văduva veselă)
- Biçikleta me tri rrota (Bicicleta cu trei roți)
- Shakatë tragjike të jetes sime (Glumele tragice ale vieții mele), amintiri autobiografice

## Traduceri
- „Poeme” de Lasgush Poradeci
- „Cugetări” („Reflecții”) de Nicolae Iorga
- „Codul bunelor maniere” al Aureliei Marinescu
- „Povești alese din literatura mondială”